# Saula japonica
Saula japonica är en skalbaggsart som beskrevs av Henry Stephen Gorham 1874. Saula japonica ingår i släktet Saula och familjen svampbaggar. Inga underarter finns listade i Catalogue of Life.